# بيرناردينو دي سوزا مونتيرو
بيرناردينو دي سوزا مونتيرو هو سياسي برازيلي، ولد في 6 أكتوبر 1865 في ايتابيميريم دي كاتشويرو في البرازيل، وتوفي في 12 مايو 1930. انتخب federal deputy of Espírito Santo ‏ وانتخب عضو مجلس الشيوخ من البرازيل ‏.